# Góry Czekanowskiego
Góry Czekanowskiego (ros. Чекановского Кряж) - góry w azjatyckiej części Rosji, w Jakucji.
Leżą pomiędzy dolnym biegiem Olenioka a deltą Leny; długość łańcucha ok. 320 km, wysokość do 529 m n.p.m. Zbudowane z mezozoicznych piaskowców, mułowców i łupków ilastych; roślinność tundrowa (porosty, krzewinki).
Nazwane na cześć polskiego podróżnika i geologa, Aleksandra Czekanowskiego.